# Arthur Phillip

Arthur Phillip

Arthur Phillip (* 11. Oktober 1738 in London; † 31. August 1814 in Bath, Somerset) war ein britischer Marineoffizier und der erste Gouverneur von New South Wales.

## Leben
Der Sohn eines Frankfurter Buchhändlers und einer Engländerin trat mit 17 Jahren der Royal Navy bei. Er gilt als eigentlicher Entdecker des Port Jackson, der Hafenbucht der heutigen australischen Metropole Sydney, die von James Cook ihren Namen erhielt, ohne dass dieser sie selbst erforscht hatte.
Zum Ende des Siebenjährigen Krieges (1756–1763) quittierte Phillip seinen Dienst bei der britischen Marine und versuchte sich als Landwirt, was schließlich scheiterte. Von 1774 bis 1778 trat er mit Erlaubnis der britischen Admiralität in den Dienst der portugiesischen Krone. Für die portugiesische Marine führte er erste Deportationen nach Übersee durch. Zu Beginn des Amerikanischen Unabhängigkeitskrieges (1775–1783) wurde er nach England zurückberufen.

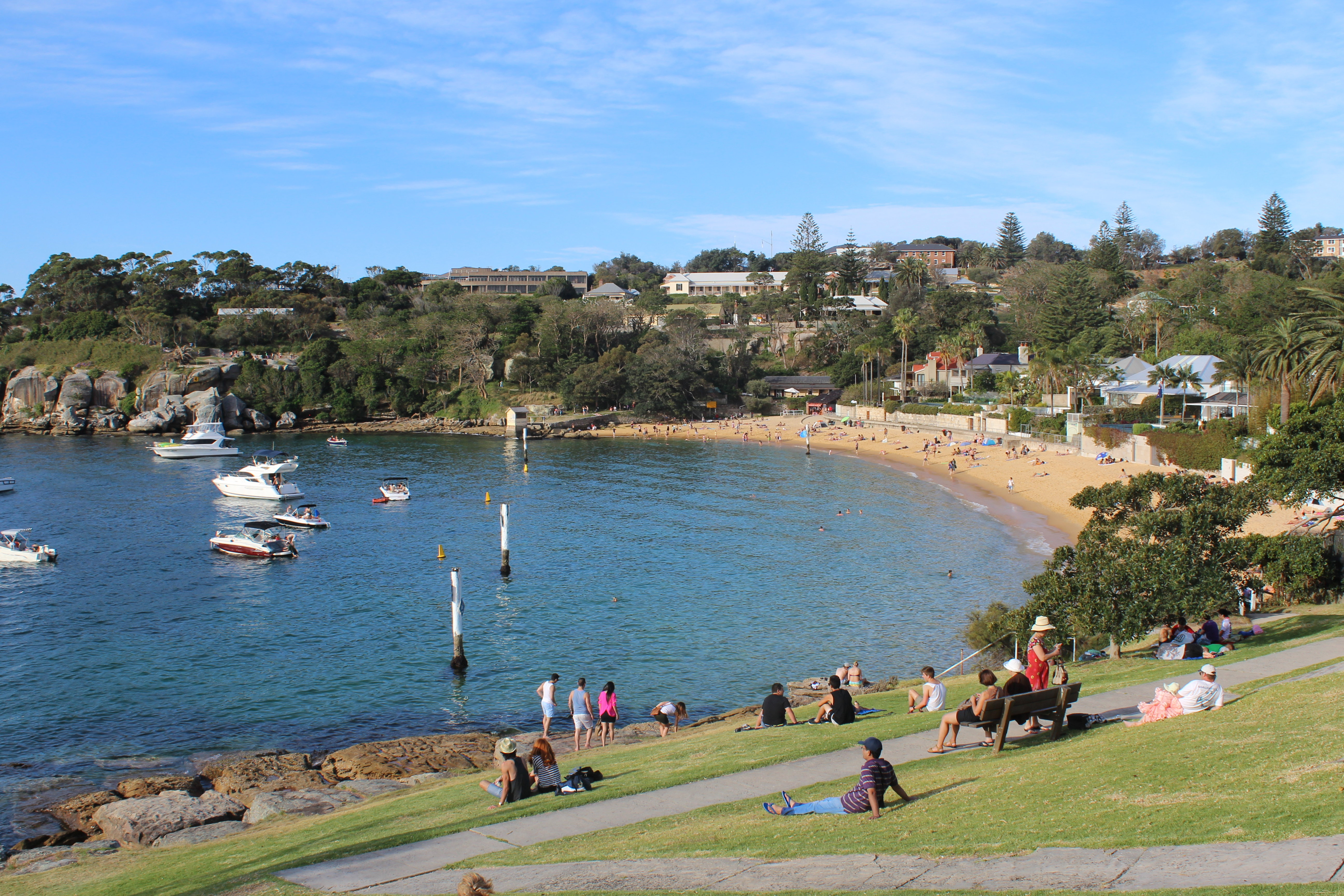
Camp Cove, 3 km östlich von Port Jackson, wo Phillip auf der Suche nach einem Siedlungsort landete

Nach dem Verlust ihrer 13 Kolonien in Nordamerika durch die Unabhängigkeit der USA stellte die Regierung Großbritanniens Überlegungen an, wohin man die vielen Strafgefangenen transportieren könnte. Vorher waren sie nach Amerika verbracht worden. Die Admiralität erinnerte sich an die Forschungsreise James Cooks und wählte Australien als Gefängnisstätte aus. 1786 wurde Phillip mit den Vorbereitungen beauftragt. Im Mai 1787 fuhren elf Schiffe, die als First Fleet ('Erste Flotte') in die Geschichte eingingen, nach Botany Bay (südlich vom heutigen Sydney). Als die Flotte im Januar 1788 dort ankerte, mussten Phillip und seine Offiziere feststellen, dass sie zum Siedeln nicht geeignet war, weil es dort keine Frischwasservorräte gab. Daher entschied man sich, der Küste weiter nach Norden zu folgen. Während einer dreitägigen Erkundungstour durch den Port Jackson entdeckte Captain Arthur Phillip zunächst Manly Cove und einen Tag später auf der anderen Seite des Naturhafens eine weitere Bucht, die er nach dem damaligen britischen Innen- und Kolonialminister Thomas Townsend Sydney auf den Namen Sydney Cove taufte. Dass diese Bucht die geeignetste Stelle zum Ankern für die „First Fleet“ sei, entschied er am 26. Januar 1788. Bei der Durchfahrt des Port Jackson äußerte Philipp, dass man den „… besten Hafen der Welt“ gefunden habe.
Bis 1792 leitete Phillip als Gouverneur die Geschicke der Sträflingskolonie.
Nachdem er seinen Posten verlassen hatte, herrschten bis zur Ankunft des neuen Gouverneurs Lachlan Macquarie 1810 Anarchie und Chaos.
Während der Napoleonischen Kriege, an denen Phillip noch aktiv teilnahm, starb er als Admiral 1814.
Die Bucht Port Phillip vor Melbourne sowie die Inseln Phillip Island in Victoria und Phillip Island (Norfolkinseln) sind nach ihm benannt.

## Werke
- Kommodore Phillip’s Reise nach der Botany-Bai auf Neuholland. Nebst einer genauen Nachricht von der neuen englischen Niederlassung zu Jacksons-Port und einer kurzen Geschichte und Beschreibung von Neuholland. Verlag der Expedition des Beobachters, Stuttgart 1789.
- Extract of letters from Arthur Phillip Esq., &c. Extrait de lettres écrites au Lord Sydney, principal secrétaire-d'état. Debrett, London 1791.[1]
- Australien. Die Gründung der Strafkolonie. Bearbeitet von Rudolf Plischke. Lamuv, Göttingen 2001, ISBN 3-88977-593-4.